# 多棱旋螺
多棱旋螺（学名：Latirus polygonus）是新腹足目细带螺科Latirus的一種海螺。常栖息在潮间带岩礁。

## 描述
殼的大小從 25 mm 到 105 mm 不等。

## 分佈
本物種分佈於紅海、印度洋及西太平洋的海岸，見於坦桑尼亞、阿尔达布拉环礁、查戈斯群岛、馬達加斯加、马斯克林群岛及印度尼西亚、台湾及琉球。